# Ушаки (село, Ленинградская область)
Ушаки́ — село в Тосненском городском поселении Тосненского района Ленинградской области.

## История
УШАКИ — деревня с усадьбой на Петербургском шоссе, Сидоро-усадинского сельского общества, прихода села Тосны.

Дворов крестьянских — 14, лиц др. сословий — 7. Строений — 48, в том числе жилых — 17. Две мелочных лавки, трактир, питейный дом, портерная лавка. 

Число жителей по семейным спискам и по приходским сведениям 1879 г.: 29 м. п., 27 ж. п.;

УШАКИ — станция Николаевской железной дороги, прихода села Тосны.

Строений — 6, в том числе жилых — 4.

Число жителей по приходским сведениям 1879 г.: 11 м. п., 2 ж. п. (1884 год)

В конце XIX — начале XX века деревня административно относилась к Марьинской волости 1-го стана 1-го земского участка Новгородского уезда Новгородской губернии.
В начале XX века, трудами новгородских уездных помещиков А. В. Болотова, Шрётера и добровольными пожертвованиями, на станции Ушаки была возведена православная церковь во имя Казанской иконы Божией Матери. Закладку храма освятил Иоанн Кронштадтский. Церковь была деревянная, однопрестольная, освящена 1 июня 1903 года. Прихожанами в основном были рабочие и служащие станции Ушаки. Службы в храме были прекращены в 1925 году, затем его перестроили в клуб, а в 1984 году здание церкви сгорело. Восстановлено во второй половине 2000-х годов.

УШАКИ — деревня на обрезе Московского шоссе, дворов — 43, жилых домов — 84, число жителей: 122 м. п., 158 ж. п.

Занятия жителей — земледелие. Часовня, церковно-приходская школа, хлебозапасный магазин, 2 мелочных лавки, чайная, казённая винная лавка.

УШАКИ — жел. дор. станция Николаевской ж. д., жилых домов — 23, число жителей: 88 м. п., 81 ж. п.

Занятия жителей — служба на железной дороге. Церковь.
 
УШАКИ — усадьба собственников земли, дворов — 1, жилых домов — 2, число жителей: 6 м. п., 2 ж. п.

Занятия жителей — земледелие. Смежна с усадьбой Кокоревой. (1907 год)

На военно-топографической карте Петроградской и Новгородской губерний, издания 1917 года, обозначена Станция Ушаки 3-го класса, одноимённый станционный посёлок и деревня Ушаки из 16 крестьянских дворов.
С 1917 по 1927 год село Ушаки входило в состав Любанской волости Новгородского уезда Новгородской губернии.
С 1927 года в составе Ушакинского сельсовета Любанского района Ленинградской области.
С 1930 года в составе Тосненского района.
По данным 1933 года село Ушаки являлось административным центром Ушаковского сельсовета Тосненского района, в который входил один населённый пункт — само село Ушаки с населеним — 973 человека.
По данным 1936 года в состав Ушакинского сельсовета входили 3 населённых пункта и 386 хозяйств.

План села Ушаки. 1939 год

Согласно топографической карте 1939 года село насчитывало 476 дворов. В селе располагался сельсовет и две школы.
Село было освобождено от немецко-фашистских оккупантов 26 января 1944 года.
В 1958 году население села Ушаки составляло 5220 человек.
По данным 1966 и 1973 годов, село являлось административным центром Ушакинского сельсовета, куда входили два населённых пункта: село Ушаки и посёлок Ушаки. В селе располагалась центральная усадьба совхоза «Ушаки».
По данным 1990 года в селе Ушаки проживали 1668 человек. Село являлось административным центром Ушакинского сельсовета в который входили село Ушаки и посёлок Ушаки, общей численностью населения 3460 человек.
В 1997 году в селе Ушаки Ушакинской волости проживал 1021 человек, в 2002 году — 984 человека (русские — 94 %).
В 2007 году в селе Ушаки Тосненского ГП — 821 человек.

## География
Село расположено в центральной части района на автодороге М10 (E 105) (Москва — Санкт-Петербург) к югу от административного центра поселения, города Тосно.
Расстояние до административного центра поселения — 10 км.
Через село протекает река Ушачка.

## Транспорт
В Ушаках находится одноимённая железнодорожная станция.
Через село проходят районные автобусные маршруты из Тосно в направлении:
- Георгиевское (№ 314)
- станция Любань (№ 320)
- Рублёво (Гришкино) (№ 326)[17]
- станция Рябово (№ 336)

## Демография
| 2007 | 2010 | 2017  |
| ---- | ---- | ----- |
| 821  | ↗952 | ↗1130 |

## Фото

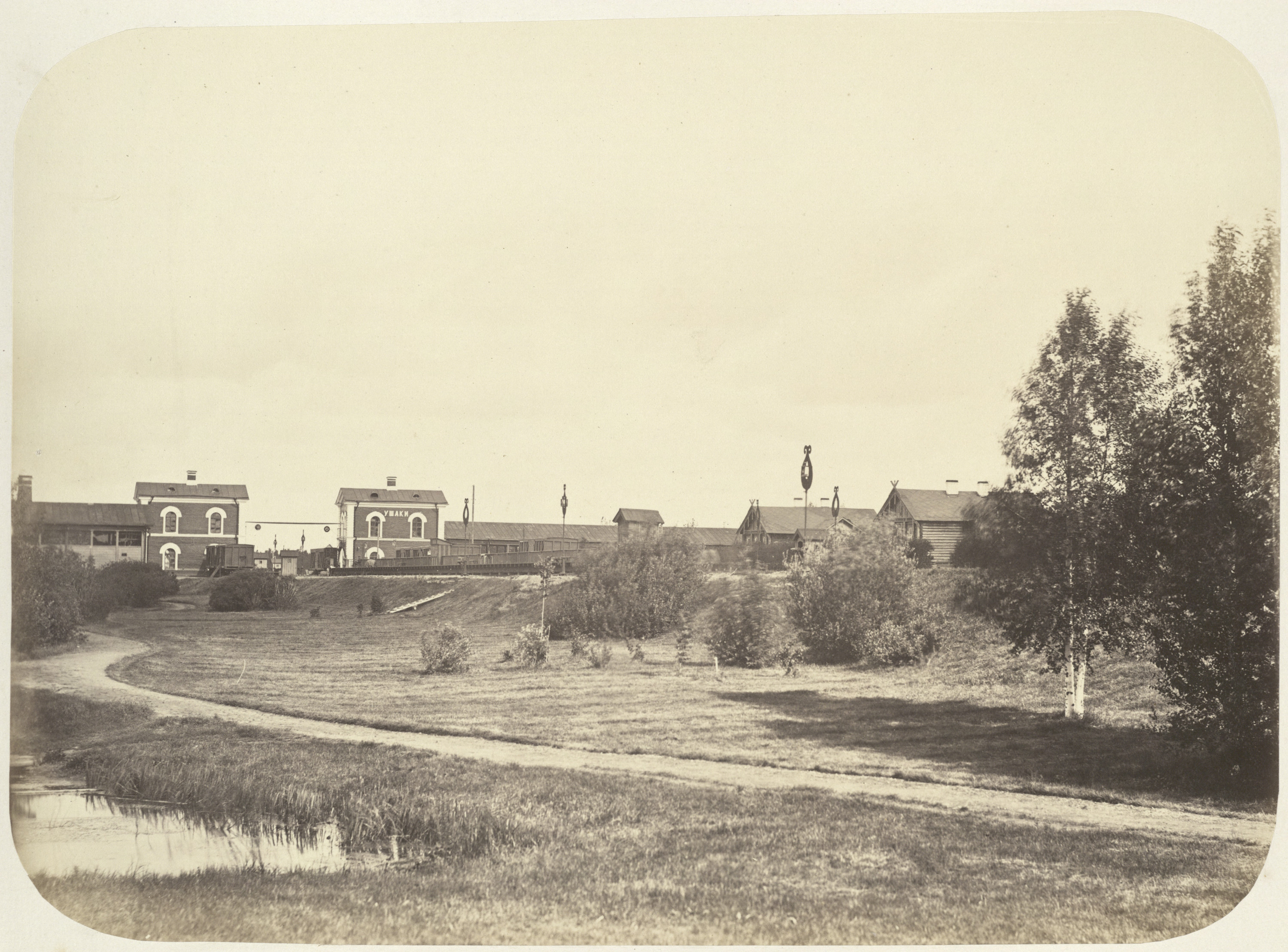
Станция Ушаки в 1860-е годы

## Улицы
1 Мая, 2-я Театральная, Болотная, Вокзальная, Гоголя, Железнодорожная, Зелёная, проспект Кирова, Комсомольская, Крайняя, Ленина, Лермонтова, Лесная, Луначарского, М. Горького, Маяковского, Набережная, Некрасова, Новодеревенская, Островского, Парковая, Парковый переулок, Песочная, Пионерская, Пионерский переулок, Полины Осипенко, Пушкинская, Советский проспект, Средняя, Театральная, Театральный переулок, Торфяная, Транспортная, Трудовая, Чехова.